# Čvrsnica
Čvrsnica es una montaña en los Dinarides de Bosnia y Herzegovina, ubicada en Herzegovina septentrional, la mayor parte de la montaña se encuentra en los municipios, pertenecientes al cantón de Herzegovina-Neretva de Mostar y Jablanica mientras que la parte menor de la montaña, alrededor del 10 % se encuentra en el municipio de Posušje. El pico más alto (Pločno) llega a 2.228 m s. n. m.
Čvrsnica está rodeada por el río Neretva desde el este (20 km), sus afluentes Doljanka (18 km) desde el norte y Drežanka (19,8 km) desde el norte, el campo Dugo Polje (12 km) y la montaña Vran desde el oeste. La montaña está formada por varias meseta — Plasa y Muharnica al norte, Mala Čvrsnica al sur. Hay más de diez cvumbres por encima de los dos mil metros (Plocno 2.228 m, Veliki Jelinak 2.179 m, Veliki Vilinac 2.118 m, etc.), acantilados verticales (Pesti brdo, Mezica stijene, Strmenica ...). También incluye los lagos de Blidinje, Crepulja y Crvenjak. El cañón de Diva Grabovica (6,2 km) llega a la montaña.

## Clima

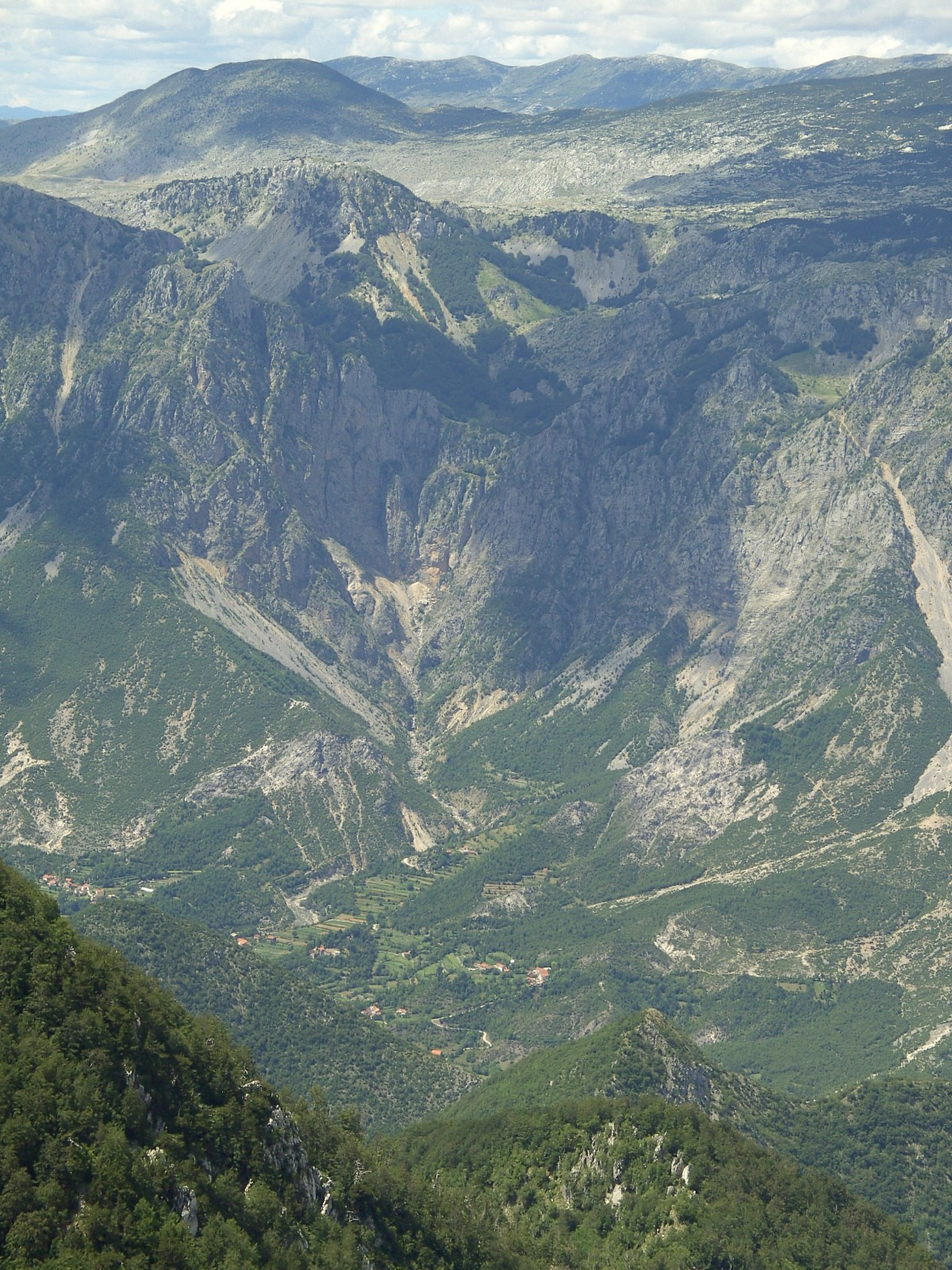
Cordillera de Cvršnica vista desde las colinas de Čabulja, Bosnia y Herzegovina.

La montaña presenta tres tipos de clima. En la base es mediterráneo, medio europea en las partes de la colina y alpino en las cumbres y meseta. Se corresponde a tres zonas vegetales distintas: coníferas por encima de 1200 m, meseta con hierba y juníperos; numerosas especies endémicas como el pino "munika" (Pinus heldreichii). Cvrsnica es bien conocido como un hogar de gamuzas. Seis meses tienen unas temperaturas medias por debajo de 0 °C. Enero y febrero tienen 15–23 días de precipitaciones en forma de nieve. El grosor de la capa de nieve puede llegar a 2,5–3 m. El fuerte viento puede hacer que haya nieves acumuladas tras una ventisca de hasta 15 m de grueso. La meseta superior está bajo la nieve desde noviembre hasta abril — en las partes escondidas la nieve perdura durante todo el año.
- Datos: Q1267542
- Multimedia: Čvrsnica / Q1267542